# Rotscheroth
Rotscheroth ist ein Ortsteil der Gemeinde Ruppichteroth im nordrhein-westfälischen Rhein-Sieg-Kreis. Der Weiler ist, wie die Endung roth schon aussagt, eine Rodungssiedlung.

## Geografie
Rotschertoth liegt in einem Waldgebiet der Nutscheid an einem Abzweig der Kreisstraße 55. Nachbardörfer sind Ifang im Norden und Ennenbach im Westen.

## Geschichte
1809 hatte der Ort sieben katholische und elf lutherische Einwohner. 1925 ist nur der Haushalt der Witwe Arnold Ahr, Ackerin, verzeichnet.

## Umgebung
Besonderheit erfährt die kleine Wohnsiedlung durch ein Naturdenkmal. Bei Rotscheroth steht der größte Baum Nordrhein-Westfalens. Es handelt sich um eine 400 Jahre alte Edelkastanie. Sie ist 30 m hoch und hat einen Stammumfang von 6,70 m. An diesem Baum führt auch der Wanderweg der Deutschen Einheit vorbei.